# Wilhelminasluis (Andel)

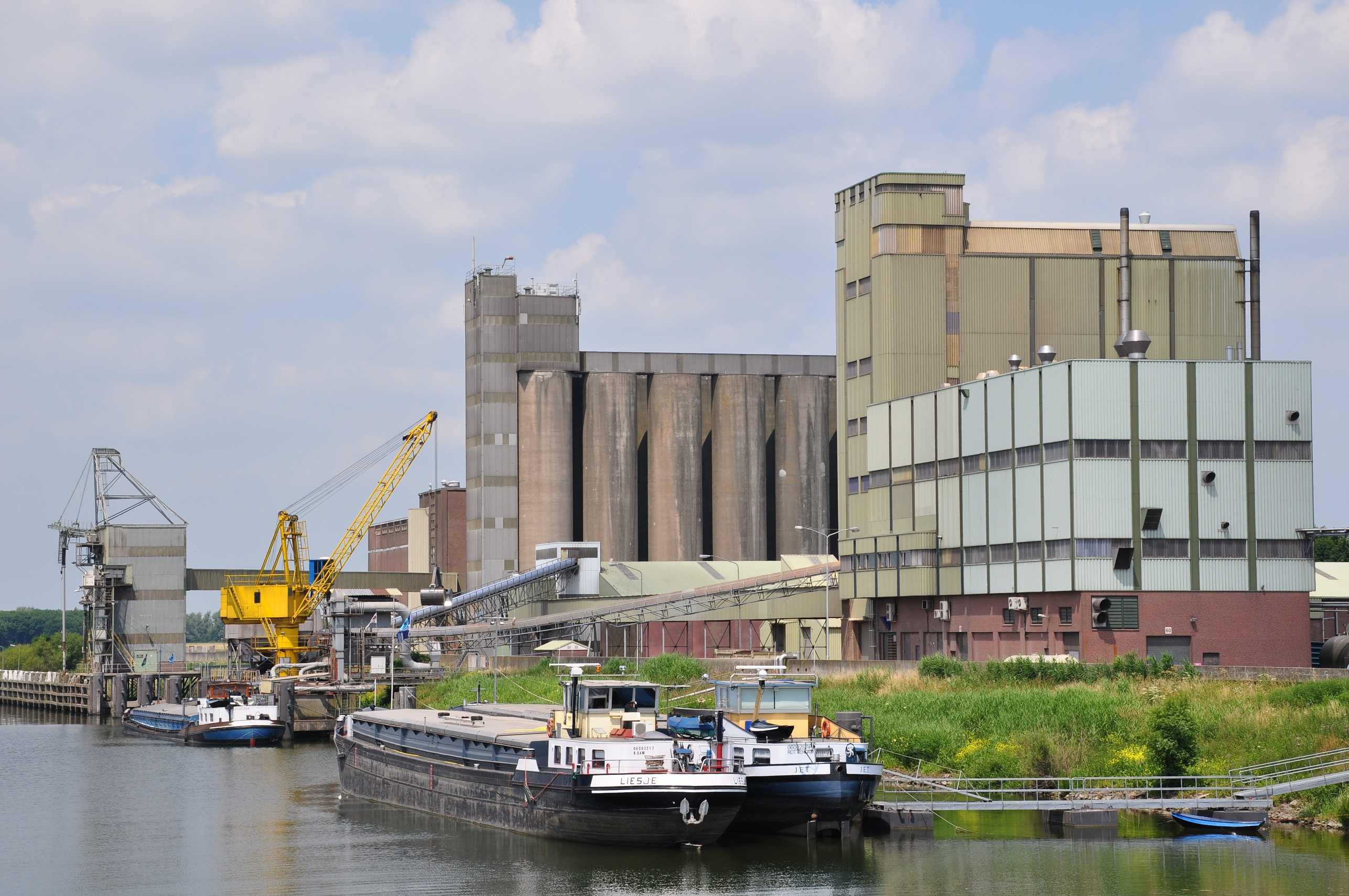
Industrieterrein Munnikenland met graansilo's, tegenover de sluis.

De Wilhelminasluis, ook Andelse sluis genoemd, is een schutsluis aan het einde van de Afgedamde Maas. Hij ligt in de Noord-Brabantse gemeente Altena, ten noorden van het dorp Andel. De sluis is onderdeel van de 800 meter lange dam die sinds 1896 de Maas en de Waal scheidt; de sluis zorgt ervoor dat scheepvaart tussen Maas en Waal mogelijk blijft. De sluis en de dam vormen een primaire waterkering en hebben een zogenaamde kerende hoogte van 6,8 meter boven NAP. Tot het sluiscomplex behoort de basculebrug van de N322, de provinciale weg op de dam.

## Omgeving
De sluis ligt een kleine vijf kilometer ten zuidoosten van de uitstroom van de Maas in de Waal bij Woudrichem, in een korte nevenloop van de Maas die gegraven werd om de hoofdstroom te kunnen afdammen. Het complex ligt nog net in Noord-Brabant; de grens met Gelderland ligt enkele tientallen meters noordwestelijker, in het midden van de oorspronkelijke Maasbedding.
Aan de Gelderse oever ligt de oude polder Munnikenland, een natuur- en landbouwgebied met aan de Maasoever een gelijknamig bedrijventerrein, waar opslag en overslag van graan en veevoederproducten plaatsvindt. Ook is er een betonwarenfabriek. De polder vormt een landtong tussen Maas en Waal, met aan het einde Slot Loevestein.
De sluis is nog steeds in gebruik en is in beheer bij Rijkswaterstaat Zuid-Holland, Waterdistrict Merwede & Maas. In de jaren negentig is de sluis gemechaniseerd en vonden diverse andere revisie- en onderhoudswerkzaamheden plaats.   
De Wilhelminasluis is de enige waaiersluis in Nederland met een 'groene kolk', wat inhoudt dat de wanden van de sluiskolk met gras bekleed zijn. Daarom is in de kolk een houten remmingwerk geplaatst.

### Drinkwaterwinning
Bij gelijke waterstanden in Maas en Waal was schutten in het verleden niet nodig en konden de schippers doorvaren. Vanwege het gebruik van de Afgedamde Maas als bezinkings‑ en voorraadbekken voor drinkwaterwinning wordt het water nu afgeschermd en wordt er altijd geschut. Mede daardoor heeft het water een lange verblijfstijd van gemiddeld twee maanden. Om de afscherming verder te verbeteren brengt drinkwaterbedrijf Dunea bij de winning Maaswater in aan de Waalzijde, zodat daar een 'Maaswaterbel' ontstaat.

## Historie
Precies waar oude Maasbedding de N322 kruist, staat het Monument scheiding van Maas en Waal dat ter herinnering is opgericht. Dit werd op 18 augustus 1904 onthuld door Koningin Wilhelmina, wat het belang benadrukte van de scheiding die een einde maakte aan een waterstaatkundige nachtmerrie. Het gedenkteken is sinds 2001 beschermd als rijksmonument.
De brug uit 2001 is de vierde bij deze sluis. Het complex is ettelijke malen gerepareerd en gerenoveerd, maar de sluis is in principe nog de oorspronkelijke. Waaiervlotsluizen, waarvan de Andelse sluis een gaaf voorbeeld is, zijn zeldzaam geworden en de oudere delen van het complex, inclusief de sluiswachtershuisjes, zijn sinds 2001 een Rijksmonument.

### Bruggen
Het gebied rond de sluis was arm en dunbevolkt, zodat een rolsprietbrug voor vee en fietsen volstond. Deze rolde over het wegdek, waarbij het hoogteverschil overbrugd werd met scharnierende kleppen, zogenaamde koebruggen.
De eerste brug werd in 1927 of 1928 vervangen door een tweede, veel grotere rolbrug, die geschikt was voor personenauto's en vrachtverkeer tot 10,5 ton asdruk. Deze was tot 1980 in gebruik.
In mei 1980 werd de gammele rolbrug in enkele dagen gesloopt en vervangen door een tweedehands hefbrug van onbekende herkomst, die kant en klaar werd aangevoerd. Deze werd als tijdelijk beschouwd, maar heeft tot 2001 dienst gedaan. De hefhoogte was aan de krappe kant, waardoor schepen met hoge lading bij hoogwater soms dagen of weken moesten wachten.
Evenals zijn voorganger was deze brug enkelbaans, zodat de rijrichtingen de brug bij toerbeurt konden passeren. In de spits begon dat problemen te geven, zodat verkeerslichten geplaatst moesten worden, wat lange wachttijden opleverde. 
De huidige basculebrug is ettelijke malen breder en biedt ruimte voor twee rijbanen en een ventweg. Ook ligt hij veel hoger, omdat de dam van de N322 aan nieuwe, veel hogere eisen qua waterkering moest voldoen.